# Lucerna (ópera)
Lucerna (título original en checo; en español, La linterna) opus 56 es una ópera con música de Vítězslav Novák y libreto de Hanuš Jelínek, basado en un cuento popular lucerna de Alois Jirásek (1905). Se estrenó el 13 de mayo de 1923 en el Teatro nacional de Praga bajo la dirección de Otakar Ostrčil y puesta en escena de Čeněk Kvíčala.

## Personajes
| Personaje                   | Tesitura   | Reparto del estreno el 13 de mayo de 1923 Director: Otakar Ostrčil |
| --------------------------- | ---------- | ------------------------------------------------------------------ |
| Mladá kněžna                | soprano    | Marja Bogucká                                                      |
| Dvořan                      | barítono   | Jan Fifka                                                          |
| Vrchní                      | bajo       | Emil Pollert                                                       |
| Mlynář                      | barítono   | Štěpán Chodounský                                                  |
| Jeho bába                   | contralto  | Věra Pivoňková                                                     |
| Hanička                     | soprano    | Ema Miřiovská                                                      |
| Zajíček, učitelský mládenec | tenor      | Miloslav Jeník                                                     |
| Michal, vodník              | tenor      | Karel Hruška                                                       |
| Ivan, vodník                | bajo       | Jiří Huml                                                          |
| Pan Franc                   | tenor      | Antonín Novotný                                                    |
| Mušketýr                    | bajo       | Luděk Mandaus                                                      |
| Klásková                    | contralto  | Marie Rejholcová                                                   |
| Klásek, šumař               | papel mudo | Antonín Lebeda                                                     |
| Zima, šumař                 | papel mudo | Josef Kramer                                                       |
| Sejtko, šumař               | papel mudo | Václav Zatiranda                                                   |
| Žán (Jean), komorník        | papel mudo | Hynek Lažanský                                                     |
| Terezka, komorná            | papel mudo | Marie Crhovská                                                     |